# Ceilhes-et-Rocozels
Ceilhes-et-Rocozels è un comune francese di 314 abitanti situato nel dipartimento dell'Hérault nella regione dell'Occitania. Esso si trova vicino al confine fra l'Hérault e l'Aveyron, tra Lodève e Camarès. Il villaggio è cresciuto sulla riva destra dell'Orb, fra i monti dell'Espinouse e quelli dell'Escandorgue, ai piedi delle Cévennes.

## Società

### Evoluzione demografica
Abitanti censiti